# (10323) Frazer
Pour les articles homonymes, voir Frazer.
(10323) Frazer est un astéroïde de la ceinture principale.

## Description
(10323) Frazer est un astéroïde de la ceinture principale. Il fut découvert le 14 novembre 1990 à La Silla par Eric Walter Elst. Il présente une orbite caractérisée par un demi-grand axe de 2,28 UA, une excentricité de 0,18 et une inclinaison de 4,0° par rapport à l'écliptique.

## Compléments